# Ramazan Üstündağ
Ramazan Evren Üstündağ (* 2. April 1990 in Istanbul) ist ein türkischer Fußballtorhüter.

## Spielerkarriere

### Verein
Üstündağ kam im Istanbuler Stadtteil Bakırköy auf die Welt und begann 2002 in der Nachwuchsabteilung von Tozkoparan Birlik SK mit dem Vereinsfußball. 2004 wechselte er in die Nachwuchsabteilung von Galatasaray Istanbul. Nachdem er hier bis zum Sommer 2009 gespielt hatte, wechselte er als Profispieler zum Viertligisten Kastamonuspor. Hier spielte er in einer Saison in sechs Ligaspielen. Zum Saisonende zog er zum Istanbuler Klub Tepecikspor weiter. Auch hier spielte er nur eine Spielzeit und kam lediglich als Ersatzkeeper zum Einsatz. Sein Klub erreichte die Meisterschaft der Liga und stieg in die TFF 2. Lig auf, wodurch auch Üstündağ seinen ersten Titel holen konnte.
Zur Saison 2011/12 wechselte er zum Viertligisten Tarsus İdman Yurdu. Bei diesem Klub stieg er früh zum Stammtorhüter auf. Zum Saisonende erreichte er mit diesem Verein den Playoff-sieg und stieg erneut in die TFF 2. Lig auf. Trotz dieses Aufstieges verließ Üstündağ Tarsus İY und wechselte zum Viertligisten Altınordu Izmir. Bei diesem Verein stieg er ebenfalls schnell zum Stammtorhüter auf. In der ersten Saison gewann er zum zweiten Mal in seiner Karriere die Meisterschaft der TFF 3. Lig und stieg zum dritten Mal in die TFF 2. Lig auf. Im Gegensatz zur Vorsaison blieb Üstündağ nach dem Aufstieg bei seinem Verein. Auch in der TFF 2. Lig verteidigte er seinen Stammplatz. Er wurde zum Saisonende Meister der 3. Liga. Dadurch kehrte Altınordu nach 24-jähriger Abstinenz wieder in die TFF 1. Lig, die zweithöchste türkische Spielklasse, zurück.

### Nationalmannschaft
Öztürk absolvierte 2010 vier Einsätze für die türkische U-18-Nationalmannschaft.

## Erfolge
Mit Tepecikspor
- Meister der TFF 3. Lig und Aufstieg in die TFF 2. Lig: 2010/11

Mit Tarsus İdman Yurdu
- Playoff-Sieger der TFF 3. Lig und Aufstieg in die TFF 2. Lig: 2011/12

Mit Altınordu Izmir
- Meister der TFF 3. Lig und Aufstieg in die TFF 2. Lig: 2012/13
- Meister der TFF 2. Lig und Aufstieg in die TFF 1. Lig: 2013/14